# جوایز فیلم‌های بزرگسالان انجمن بازنشستگان آمریکا
جوایز فیلم‌های انجمن بازنشستگان آمریکا برای بزرگسالان (انگلیسی: AARP Movies for Grownups Awards)، جوایزی هستند که به «فیلم‌های قهرمان ساخته شده توسط و برای بزرگسالان» داده می‌شود.
آنها در سال ۲۰۰۲ با هدف تشویق هالیوود (سینمای آمریکا) به ساخت فیلم‌های بیشتر توسط و دربارهٔ افراد بالای ۵۰ سال شروع کردند.